# Latour (Haute-Garonne)
Pour les articles homonymes, voir Latour.
Latour est une commune française du département de la Haute-Garonne en région Occitanie.

## Géographie

### Localisation
La commune de Latour se situe à 47 km à vol d'oiseau de Toulouse, préfecture du département, à 29 km de Muret, sous-préfecture, et à 23 km d'Auterive.
Sur le plan historique et culturel, Latour fait partie du Volvestre, constitué des vallées de l'Arize et du Volp, proche de la vallée de la Garonne, situé au sud de Toulouse et en partie nord du Couserans.
La commune fait partie du bassin de vie de Carbonne et de la zone d'emploi de Toulouse.

### Communes limitrophes
Latour est limitrophe de cinq autres communes dont deux dans le département de l'Ariège.
|                       | Bax              |                |
| Montesquieu-Volvestre | Latour           | Lapeyrère      |
|                       | Loubaut (Ariège) | Méras (Ariège) |

### Géologie et relief
La superficie de la commune est de 624 hectares ; son altitude varie de 242  à   383 mètres.

### Hydrographie

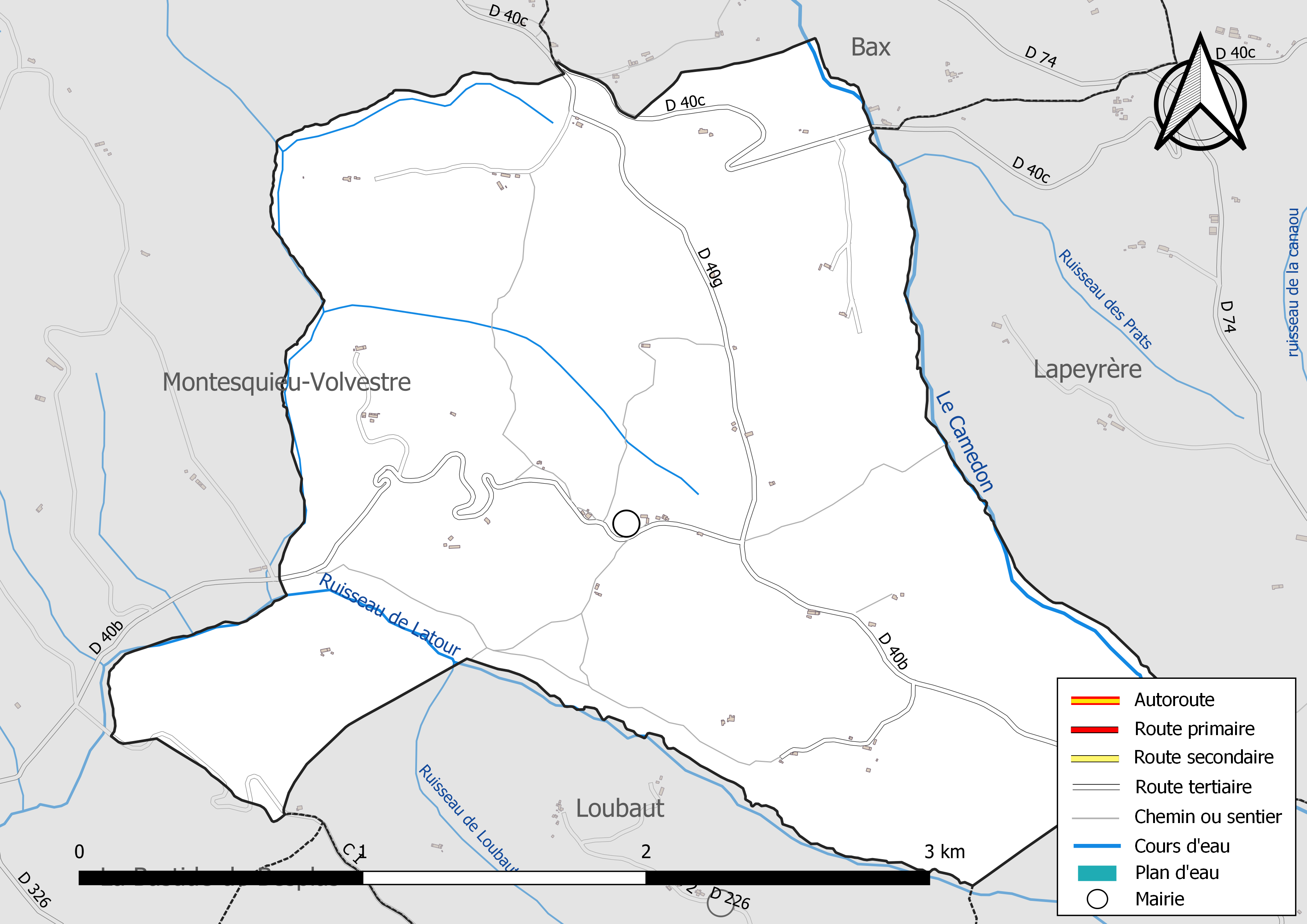
Réseaux hydrographique et routier de Latour.

La commune est dans le bassin de la Garonne, au sein du bassin hydrographique Adour-Garonne. Elle est drainée par le Camedon, le ruisseau de Latour, le ruisseau de Loubaut et par divers petits cours d'eau, constituant un réseau hydrographique de 6 km de longueur totale,.

### Climat
Pour des articles plus généraux, voir Climat de l'Occitanie et Climat de la Haute-Garonne.
En 2010, le climat de la commune est de type climat océanique altéré, selon une étude s'appuyant sur une série de données couvrant la période 1971-2000. En 2020, Météo-France publie une typologie des climats de la France métropolitaine dans laquelle la commune est toujours exposée à un climat océanique altéré et est dans la région climatique Aquitaine, Gascogne, caractérisée par une pluviométrie abondante au printemps, modérée en automne, un faible ensoleillement au printemps, un été chaud (19,5 °C), des vents faibles, des brouillards fréquents en automne et en hiver et des orages fréquents en été (15 à 20 jours).
Pour la période 1971-2000, la température annuelle moyenne est de 12,5 °C, avec une amplitude thermique annuelle de 15,5 °C. Le cumul annuel moyen de précipitations est de 818 mm, avec 9,5 jours de précipitations en janvier et 6,1 jours en juillet. Pour la période 1991-2020, la température moyenne annuelle observée sur la station météorologique la plus proche, située sur la commune de Palaminy à 17 km à vol d'oiseau, est de 13,2 °C et le cumul annuel moyen de précipitations est de 715,2 mm,. Pour l'avenir, les paramètres climatiques de la commune estimés pour 2050 selon différents scénarios d'émission de gaz à effet de serre sont consultables sur un site dédié publié par Météo-France en novembre 2022.

### Milieux naturels et biodiversité
Aucun espace naturel présentant un intérêt patrimonial n'est recensé sur la commune dans l'inventaire national du patrimoine naturel,,.

## Urbanisme

### Typologie
Au 1er janvier 2024, Latour est catégorisée commune rurale à habitat très dispersé, selon la nouvelle grille communale de densité à sept niveaux définie par l'Insee en 2022.
Elle est située hors unité urbaine et hors attraction des villes,.

### Occupation des sols

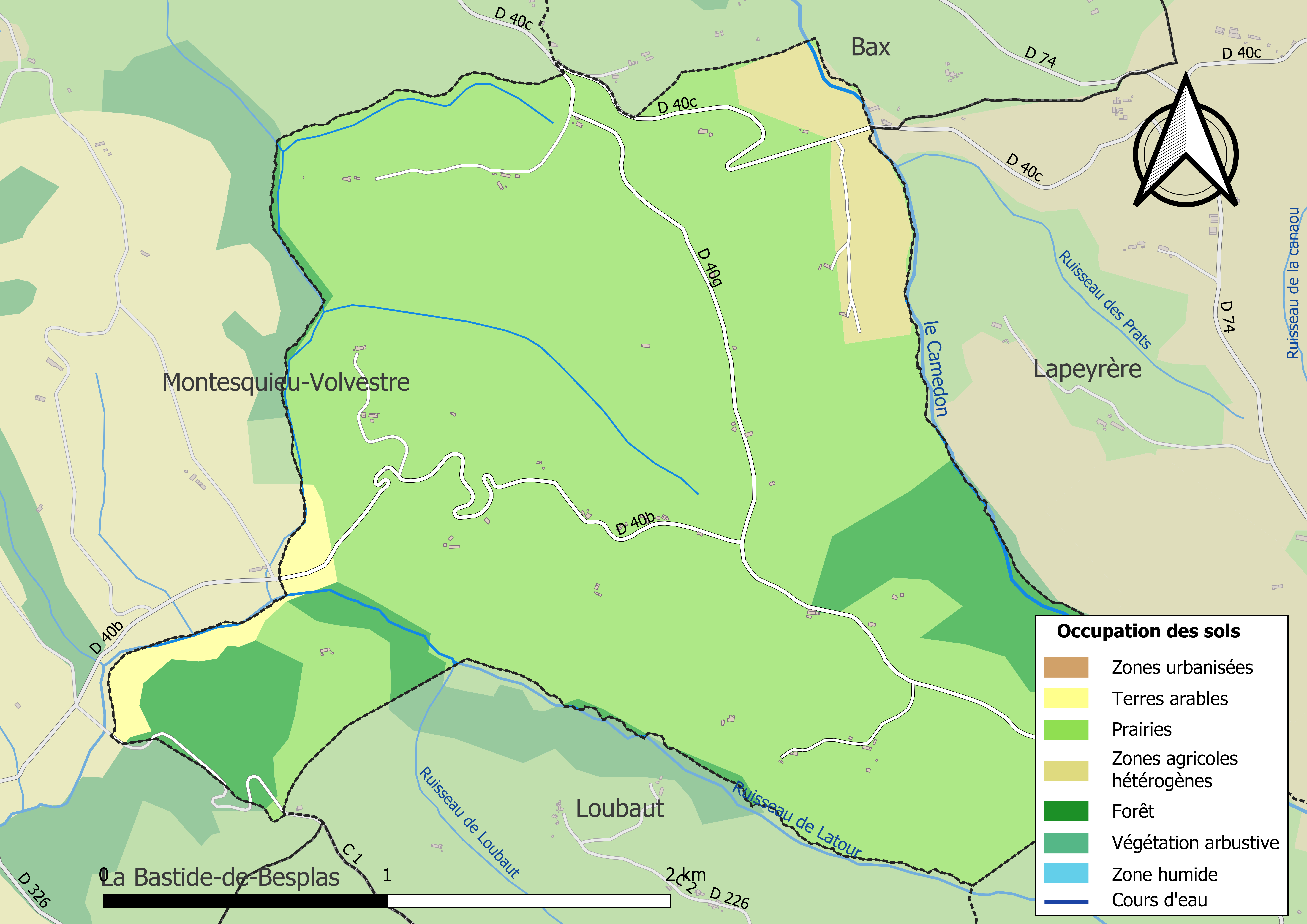
Carte des infrastructures et de l'occupation des sols de la commune en 2018 (CLC).

L'occupation des sols de la commune, telle qu'elle ressort de la base de données européenne d’occupation biophysique des sols Corine Land Cover (CLC), est marquée par l'importance des territoires agricoles (88,5 % en 2018), une proportion identique à celle de 1990 (88,5 %). La répartition détaillée en 2018 est la suivante : 
prairies (82,1 %), forêts (11,5 %), zones agricoles hétérogènes (4,3 %), terres arables (2,1 %). L'évolution de l’occupation des sols de la commune et de ses infrastructures peut être observée sur les différentes représentations cartographiques du territoire : la carte de Cassini (XVIIIe siècle), la carte d'état-major (1820-1866) et les cartes ou photos aériennes de l'IGN pour la période actuelle (1950 à aujourd'hui).

### Habitat et logement
En 2020, le nombre total de logements dans la commune était de 45, alors qu'il était de 40 en 2015 et de 37 en 2010.
Parmi ces logements, 79,8 % étaient des résidences principales, 11,2 % des résidences secondaires et 9 % des logements vacants. Ces logements étaient pour 86,6 % d'entre eux des maisons individuelles et pour 6,7 % des appartements.
Le tableau ci-dessous présente la typologie des logements à Latour en 2020 en comparaison avec celle de la Haute-Garonne et de la France entière. Une caractéristique marquante du parc de logements est ainsi une proportion de résidences secondaires et logements occasionnels (11,2 %) supérieure à celle du département (4,4 %) et à celle de la France entière (9,7 %).
| Typologie                                               | Latour | Haute-Garonne | France entière |
| ------------------------------------------------------- | ------ | ------------- | -------------- |
| Résidences principales (en %)                           | 79,8   | 88,4          | 82,1           |
| Résidences secondaires et logements occasionnels (en %) | 11,2   | 4,4           | 9,7            |
| Logements vacants (en %)                                | 9      | 7,2           | 8,2            |

### Voies de communication et transports
Accès avec les routes départementales D 40B et D 40G.

### Risques naturels et technologiques
Le territoire de la commune de Latour est vulnérable à différents aléas naturels : météorologiques (tempête, orage, neige, grand froid, canicule ou sécheresse) et séisme (sismicité faible). Un site publié par le BRGM permet d'évaluer simplement et rapidement les risques d'un bien localisé soit par son adresse soit par le numéro de sa parcelle.

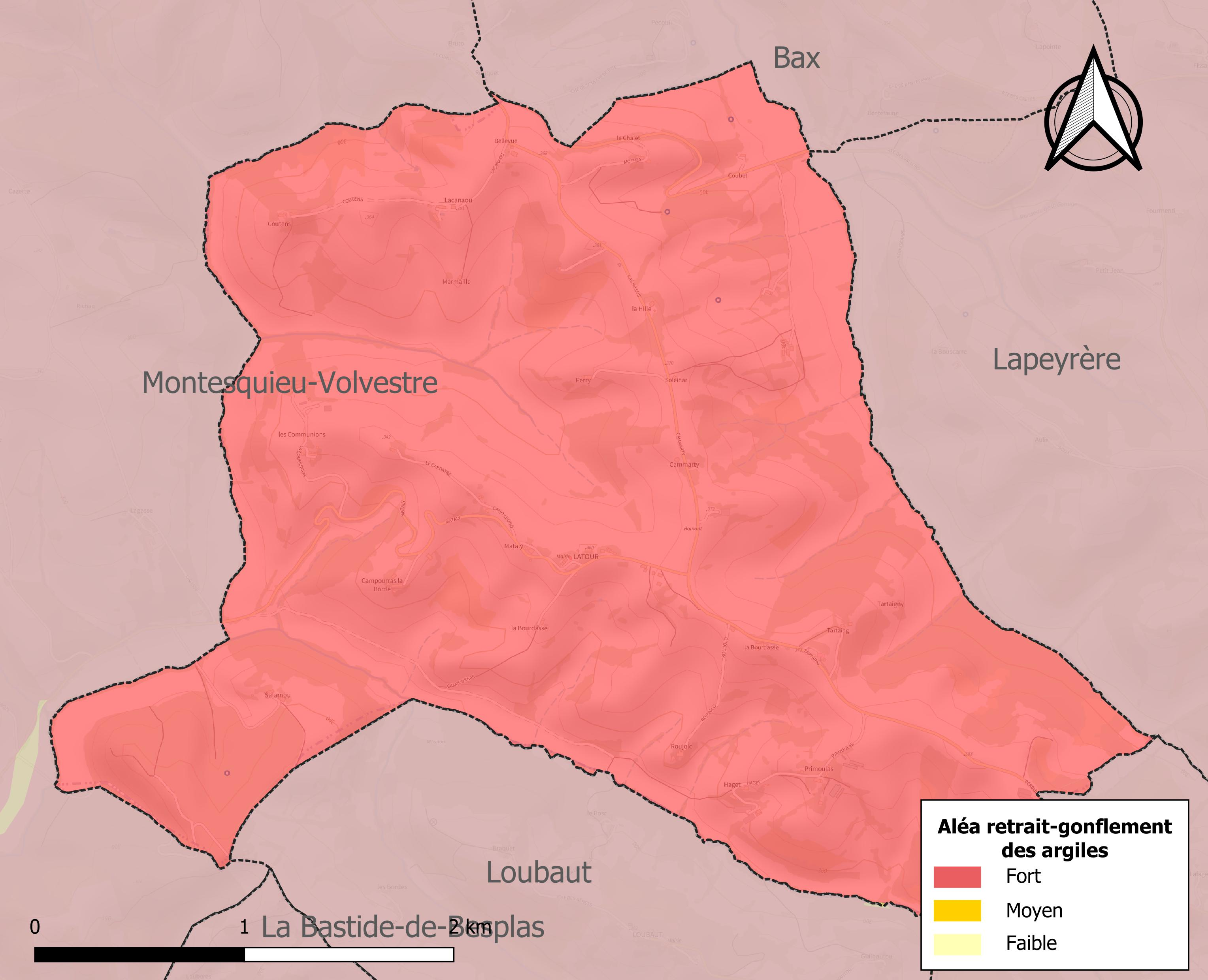
Carte des zones d'aléa retrait-gonflement des sols argileux de Latour.

Le retrait-gonflement des sols argileux est susceptible d'engendrer des dommages importants aux bâtiments en cas d’alternance de périodes de sécheresse et de pluie. La totalité de la commune est en aléa moyen ou fort (88,8 % au niveau départemental et 48,5 % au niveau national). Sur les 39 bâtiments dénombrés sur la commune en 2019, 39 sont en aléa moyen ou fort, soit 100 %, à comparer aux 98 % au niveau départemental et 54 % au niveau national. Une cartographie de l'exposition du territoire national au retrait gonflement des sols argileux est disponible sur le site du BRGM,.
Par ailleurs, afin de mieux appréhender le risque d’affaissement de terrain, l'inventaire national des cavités souterraines permet de localiser celles situées sur la commune.
Concernant les mouvements de terrains, la commune a été reconnue en état de catastrophe naturelle au titre des dommages causés par la sécheresse en 1993, 2003 et 2016 et par des mouvements de terrain en 1999.

## Histoire
À partir du moyen Âge jusqu'à sa disparition en 1790 pendant la Révolution française, Latour faisait partie du diocèse de Rieux

## Politique et administration

### Rattachements administratifs et électoraux

#### Rattachements administratifs
La commune se trouve depuis 1942 dans l'arrondissement de Muret du département de la Haute-Garonne.
Elle faisait partie depuis 1793 du canton de Montesquieu-Volvestre. Dans le cadre du redécoupage cantonal de 2014 en France, cette circonscription administrative territoriale a disparu, et le canton n'est plus qu'une circonscription électorale.

#### Rattachements électoraux
Pour les élections départementales, la commune fait partie depuis 2014 du canton d'Auterive
Pour l'élection des députés, elle fait partie de la septième circonscription de la Haute-Garonne.

### Intercommunalité
Latour est membre de la communauté de communes du Volvestre, un établissement public de coopération intercommunale (EPCI) à fiscalité propre créé fin 1996  et auquel la commune a transféré un certain nombre de ses compétences, dans les conditions déterminées par le code général des collectivités territoriales.

### Administration municipale
Le nombre d'habitants au recensement de 2011 étant compris entre 0 et 99, le nombre de membres du conseil municipal pour l'élection de 2014 est de sept

### Liste des maires
| Période                                  | Période                        | Identité         | Étiquette | Qualité                              |
| ---------------------------------------- | ------------------------------ | ---------------- | --------- | ------------------------------------ |
| Les données manquantes sont à compléter. |                                |                  |           |                                      |
| mars 1989                                | 2008                           | Clément Bima     |           |                                      |
| mars 2008                                | mai ,2020                      | Michèle Dupont   |           | Ouvrière                             |
| mai 2020                                 | 2021                           | Philippe Berton  |           | Artisan Démissionnaire               |
| mars 2022                                | mars 2023                      | Christian Kubala |           | Artiste peintre Démissionnaire       |
| juin 2023                                | En cours (au 30 novembre 2023) | Émilie Mener     |           | Employée administrative d'entreprise |

## Équipements et services publics

### Eau et déchets
La collecte et le traitement des déchets des ménages et des déchets assimilés ainsi que la protection et la mise en valeur de l'environnement se font dans le cadre de la communauté de communes du Volvestre.

### Enseignement
Latour fait partie de l'académie de Toulouse.

## Population et société
Les habitants sont appelés les Latourois ou  Latouroises.

### Démographie
L'évolution du nombre d'habitants est connue à travers les recensements de la population effectués dans la commune depuis 1793. Pour les communes de moins de 10 000 habitants, une enquête de recensement portant sur toute la population est réalisée tous les cinq ans, les populations de référence des années intermédiaires étant quant à elles estimées par interpolation ou extrapolation. Pour la commune, le premier recensement exhaustif entrant dans le cadre du nouveau dispositif a été réalisé en 2004.

En 2022, la commune comptait 80 habitants, en évolution de +3,9 % par rapport à 2016 (Haute-Garonne : +8,02 %, France hors Mayotte : +2,11 %).
| 1793 | 1800 | 1806 | 1821 | 1831 | 1836 | 1841 | 1846 | 1851 |
| ---- | ---- | ---- | ---- | ---- | ---- | ---- | ---- | ---- |
| 196  | 206  | 212  | 218  | 224  | 234  | 260  | 259  | 259  |

| 1856 | 1861 | 1866 | 1872 | 1876 | 1881 | 1886 | 1891 | 1896 |
| ---- | ---- | ---- | ---- | ---- | ---- | ---- | ---- | ---- |
| 270  | 258  | 265  | 268  | 254  | 227  | 232  | 206  | 199  |

| 1901 | 1906 | 1911 | 1921 | 1926 | 1931 | 1936 | 1946 | 1954 |
| ---- | ---- | ---- | ---- | ---- | ---- | ---- | ---- | ---- |
| 192  | 179  | 160  | 158  | 150  | 161  | 150  | 135  | 118  |

| 1962 | 1968 | 1975 | 1982 | 1990 | 1999 | 2004 | 2006 | 2009 |
| ---- | ---- | ---- | ---- | ---- | ---- | ---- | ---- | ---- |
| 106  | 112  | 89   | 77   | 77   | 103  | 84   | 76   | 82   |

| 2014 | 2019 | 2022 | - | - | - | - | - | - |
| ---- | ---- | ---- | - | - | - | - | - | - |
| 75   | 77   | 80   | - | - | - | - | - | - |

| selon la population municipale des années : | 1968 | 1975 | 1982 | 1990 | 1999 | 2006 | 2009 | 2013 |
| Rang de la commune dans le département      | 412  | 525  | 462  | 500  | 480  | 510  | 504  | 516  |
| Nombre de communes du département           | 592  | 582  | 586  | 588  | 588  | 588  | 589  | 589  |

Latour est une commune rurale qui a connu son pic de population de 270 habitants en 1856.

### Sports et loisirs
Randonnée pédestre, chasse, équitation

## Économie

### Emploi
|                | 2008  | 2013   | 2018  |
| -------------- | ----- | ------ | ----- |
| Commune        | 8,5 % | 14,6 % | 4,9 % |
| Département    | 7,7 % | 9,6 %  | 9,3 % |
| France entière | 8,3 % | 10 %   | 10 %  |

En 2018, la population âgée de 15 à 64 ans s'élève à 41 personnes, parmi lesquelles on compte 78 % d'actifs (73,2 % ayant un emploi et 4,9 % de chômeurs) et 22 % d'inactifs,. En  2018, le taux de chômage communal (au sens du recensement) des 15-64 ans est inférieur à celui de la France et du département, alors qu'en 2008 la situation était inverse.
La commune est hors attraction des villes,. Elle compte 17 emplois en 2018, contre 19 en 2013 et 15 en 2008. Le nombre d'actifs ayant un emploi résidant dans la commune est de 32, soit un indicateur de concentration d'emploi de 53,2 % et un taux d'activité parmi les 15 ans ou plus de 52,2 %.
Sur ces 32 actifs de 15 ans ou plus ayant un emploi, 16 travaillent dans la commune, soit 50 % des habitants. Pour se rendre au travail, 75 % des habitants utilisent un véhicule personnel ou de fonction à quatre roues, 6,3 % s'y rendent en deux-roues, à vélo ou à pied et 18,8 % n'ont pas besoin de transport (travail au domicile).

### Activités hors agriculture
8 établissements sont implantés  à Latour au 31 décembre 2019.
Le secteur de la construction est prépondérant sur la commune puisqu'il représente 50 % du nombre total d'établissements de la commune (4 sur les 8 entreprises implantées  à Latour), contre 12 % au niveau départemental.

### Agriculture
La commune est dans le Volvestre, une petite région agricole localisée dans l'est du département de la Haute-Garonne, constituée de collines de terrefort à fortes pentes autrefois consacrées à l’élevage s’orientent aujourd’hui vers les grandes cultures. En 2020, l'orientation technico-économique de l'agriculture  sur la commune est l'élevage de bovins, pour la viande.
|               | 1988 | 2000 | 2010 | 2020 |
| ------------- | ---- | ---- | ---- | ---- |
| Exploitations | 18   | 15   | 12   | 10   |
| SAU (ha)      | 537  | 555  | 572  | 435  |

Le nombre d'exploitations agricoles en activité et ayant leur siège dans la commune est passé de 18 lors du recensement agricole de 1988  à 15 en 2000 puis à 12 en 2010 et enfin à 10 en 2020, soit une baisse de 44 % en 32 ans. Le même mouvement est observé à l'échelle du département qui a perdu pendant cette période 57 % de ses exploitations,. La surface agricole utilisée sur la commune a également diminué, passant de 537 ha en 1988 à 435 ha en 2020. Parallèlement la surface agricole utilisée moyenne par exploitation a augmenté, passant de 30 à 44 ha.

## Culture locale et patrimoine

### Lieux et monuments
- Église Saint-Jean-Baptiste.

### Héraldique
| Blason de Latour | Blason  | De gueules à la tour d'argent.                   |
| Blason de Latour | Détails | Le statut officiel du blason reste à déterminer. |

## Pour approfondir